# Old River-Winfree
Old River-Winfree è un centro abitato degli Stati Uniti d'America, situato nella contea di Chambers dello Stato del Texas. Parti del suo territorio sono comprese nei confini della contea di Liberty.

## Geografia fisica
Old River-Winfree è situata a 29°52′38″N 94°49′18″W (29.877309, -94.821571).
Secondo lo United States Census Bureau, ha un'area totale di 1,3 miglia quadrate (3,4 km²).

## Società

### Evoluzione demografica
Secondo il censimento del 2000, c'erano 1.364 persone, 475 nuclei familiari, e 397 famiglie residenti nella città. La densità di popolazione era di 1.086,5 persone per miglio quadrato (418,0/km²). C'erano 527 unità abitative a una densità media di 419,8 per miglio quadrato (161,5/km²). La composizione etnica della città era formata dal 92,60% di bianchi, il 4,25% di afroamericani, lo 0,37% di nativi americani, lo 0,07% di asiatici, l'1.32% di altre razze, e l'1.39% di due o più etnie. Ispanici o latinos di qualunque razza erano il 5,28% della popolazione.
C'erano 475 nuclei familiari di cui il 42,5% avevano figli di età inferiore ai 18 anni, il 69,1% erano coppie sposate conviventi, l'8.8% aveva un capofamiglia femmina senza marito, e il 16,4% erano non-famiglie. Il 14,3% di tutti i nuclei familiari erano individuali e il 4,0% aveva componenti con un'età di 65 anni o più che vivevano da soli. Il numero di componenti medio di un nucleo familiare era di 2,87 e quello di una famiglia era di 3,12.
La popolazione era composta dal 29,2% di persone sotto i 18 anni, l'8.1% di persone dai 18 ai 24 anni, il 30,4% di persone dai 25 ai 44 anni, il 26,4% di persone dai 45 ai 64 anni, e il 6,0% di persone di 65 anni o più. L'età media era di 36 anni. Per ogni 100 femmine c'erano 99,4 maschi. Per ogni 100 femmine dai 18 anni in giù, c'erano 100,8 maschi.
Il reddito medio di un nucleo familiare era di 48.523 dollari, e quello di una famiglia era di 52.857 dollari. I maschi avevano un reddito medio pro capite di 43.182 dollari contro i 25.313 dollari delle femmine. Il reddito medio pro capite era di 19.114 dollari. Circa il 4,9% delle famiglie e il 6,9% della popolazione erano sotto la soglia di povertà, incluso il 5,3% di persone sotto i 18 anni e l'11,5% di persone di 65 anni o più.